# Tommy Lawton
Tommy Lawton, född 6 oktober 1919 i Bolton, död 6 november 1996, var en engelsk fotbollsspelare.
Lawton inledde proffskarriären 1935, då han skrev på för division två-laget Burnley. Två år senare värvades han av Everton för 6 500 pund. Lawton betalade tillbaka genom att vinna skytteligan två år i rad och hjälpa klubben till ligamästerskapet 1939. Tack vare sin målfarlighet fick han göra landslagsdebut mot Wales i oktober 1938. Det blev ett straffsparksmål av Lawton i debuten som slutade med en 4–2-seger, och totalt kom han att göra 22 mål på 23 landskamper.
På grund av andra världskriget ställdes ligafotbollen in 1939 och under kriget tjänstgjorde Lawton som fystränare i den brittiska armén. Efter kriget gick han över till Chelsea och gjorde 26 mål säsongen 1946/47, innan han hamnade i en dispyt med klubbledningen. Trots att han stod på toppen av karriären flyttade han till division tre-klubben Notts County för rekordsumman 20 000 pund. Under fem säsonger i Notts County gjorde han 103 mål på 166 matcher och var med om att föra upp klubben i division två 1950.
1952 tog han över som spelande tränare i Brentford, men han hade ingen större lycka. I november 1953 värvades han av Arsenal för 10 000 pund, där han avslutade karriären efter 15 mål på 38 matcher under två säsonger. Lawton blev senare spelande tränare i Kettering Town innan han blev erbjuden att ta över tränarjobbet i sin gamla klubb Notts County. Laget åkte dock ner i division två, varpå Lawton sade upp sig.